# Ley de Acoso Sexual (Uruguay)
La Ley N.º 18.561 o Ley de acoso sexual, prevención y sanción en el ámbito laboral y en las relaciones docente alumno es una norma vigente en Uruguay desde el 11 de septiembre de 2009 y reglamentada el 11 de septiembre de 2017. Busca prevenir y sancionar el acoso sexual en las relaciones laborales o de enseñanza, y tiene aplicación en el ámbito público y privado. Protege a trabajadores y estudiantes víctimas de acoso, en tanto que responsabiliza a empleadores, jerarcas o docentes que cometen actos de acoso o que, estando en conocimiento de dichos actos, no tomen medidas para corregirlos. Según el Instituto Nacional de las Mujeres, el acoso sexual en el lugar de trabajo es una de las más severas formas de discriminación laboral hacia las mujeres y una manifestación de violencia de género.

## Definiciones
Según el Artículo 2 de la Ley N.º 18.561:
Se entiende por acoso sexual todo comportamiento de naturaleza sexual, realizado por persona de igual o distinto sexo, no deseado por la persona a la que va dirigido y cuyo rechazo le produzca o amenace con producirle un perjuicio en su situación laboral o en su relación docente, o que cree un ambiente de trabajo intimidatorio, hostil o humillante para quien lo recibe.
Algunas de las conductas que pueden considerarse acoso sexual son: obtener favores sexuales mediante amenazas o exigencias, acercamientos físicos o sexuales indeseados, utilizar imágenes o expresiones sexuales humillantes u ofensivas, entre otras.
La ley considera que las víctimas son los trabajadores o estudiantes, en tanto que los responsables son los empleadores, jerarcas o docentes que tienen estas conductas en las relaciones laborales o de enseñanza. En el caso de actos cometidos por trabajadores, se deben sancionar de acuerdo con su gravedad, pudiendo llegar a ser despedidos.

## Contenido de la ley

### Obligaciones del empleador
El empleador tiene una serie de obligaciones marcadas por la ley, entre ellas: tomar medidas preventivas y de sanción, proteger la integridad física y psicológica de las víctimas y mantener sus actuaciones en reserva para la protección de denunciantes, víctimas y testigos. También es responsable por implementar las decisiones que se toman después de investigar los hechos, así como dar a conocer una política institucional contra el acoso sexual.
Por su parte, los sindicatos, las asociaciones estudiantiles y de profesionales, tienen la obligación de contar con una política de prevención y sanción del acoso sexual.

### Denuncia
La persona que ha sufrido acoso sexual puede hacer la denuncia ante la empresa o la institución, ante su mesa bipartita o ante la Inspección General del Trabajo y de la Seguridad Social. La dirección de la empresa o de la institución puede remitir la denuncia a la Inspección si considera que no está en condiciones de llevar adelante la investigación.
Los estudiantes pueden denunciar ante la dirección o jerarquía de su institución y tienen los mismos derechos previstos por la ley.
Los sindicatos pueden recibir denuncias por acoso sexual y llevarlas ante la Inspección General del Trabajo y de la Seguridad Social.
Denunciantes y testigos están protegidos contra posibles represalias, como sanciones disciplinarias y despidos. La denuncia no afecta la vigencia de la relación laboral. Salvo que exista prueba de lo contrario, se presume que un despido dentro de los 180 días posteriores a la denuncia es un despido abusivo y corresponde indemnización. 

### Investigación
De realizarse una investigación interna, esta debe quedar registrada por escrito, mantenerse en reserva, y garantizar que ambas partes sean oídas. La resolución debe tomarse en un plazo máximo de treinta días.
Si la investigación la realiza la Inspección General del Trabajo y de la Seguridad Social, está contará con amplias facultades para investigar, según los procedimientos previstos por la normativa vigente. Podrá realizar inspecciones en el lugar de trabajo, realizar entrevistas allí o en el lugar que crea conveniente, a denunciantes, denunciados y testigos. Cuando se interroga a personas que puedan tener un conocimiento directo de los hechos, se harán de forma individual, reservada y resguardando sus datos fuera del expediente. Las personas citadas tienen que concurrir obligatoriamente. Para los trabajadoras, el tiempo que lleve el traslado y el interrogatorio, contará como tiempo de trabajo.

### Sanción e indemnización
Después de una investigación de la Inspección General del Trabajo y de la Seguridad Social, se notificará a todas las partes y se podrá imponer multas a empleadores y jerarcas, según las facultades que le da el artículo 293 de la Ley N° 15.903. 
La víctima tiene el derecho de reclamar un indemnización por daño moral al responsable del acoso sexual. En el caso de los trabajadores, esta indemnización corresponde como mínimo a seis meses de salario, a lo que se puede sumar una indemnización por despido abusivo si se considera que indirectamente se produjo un despido. En el caso de estudiantes, la indemnización se calculará sobre la base del salario del responsable del acoso y se tendrá el derecho a una restitución de la situación educativa, en caso de que esta se haya visto perjudicada.
Además, las víctimas tienen derecho a realizar las denuncias administrativas y judiciales que correspondan.